# Конрад Том
Конрад Том (справжні ім'я та прізвище — Конрад Руновецький) (пол. Konrad Tom; 9 квітня 1887, Варшава, Царство Польське, Російська імперія — 24 квітня, 1957, Лос-Анджелес, США) — польський актор, сценарист, кінорежисер, співак та автор пісень. Чоловік актриси та співачки Зули Погоржельської.

## Біографія
Народився у єврейській родині. Закінчив Варшавську торговельну школу.
1903 року дебютував як поет-пісняр. Виступав у кабарі Momus (1909—1910), з 1911 року заснував власне кабаре Bi-Ba-Boa в Лодзі.
З 1914 по 1938 рік працював як актор та режисер у Варшавському театрі комедії та у невеликих театрах, таких як «Міраж», «Чорний кіт», «Голлівуд» та інших. Був художнім керівником кабаре Stańczyk.
З 1939 до 1941 року працював у Львівському театрі мініатюр. В 1941 почав виступати в художньому колективі Польської армії генерала В. Андерса в СРСР. У 1942 році разом з армією вирушив на Близький Схід, до Ірану, Сирії, Палестини, Єгипту, де виступав для фронтових підрозділів.
Демобілізувавшись в Італії, в 1946 написав сценарій до фільму «Зворотна дорога / Wielka droga». 1947 року емігрував до США. У 1956 році потрапив в автокатастрофу і отримав серйозні травми. За рік помер від раку.

## Творчість
Написав сценарії до 27 фільмів, з 1916 року — режисер 12 кінострічок, зіграв більш ніж у 13 кінофільмах. Як композитор — автор музики до 3 фільмів, йому належить багато пісень, кілька лібрето оперет та водевілей. Виступав на радіо.

## Вибрана фільмографія

### Актор
- 1932 — Сто метрів любові
- 1933 — Ромео і Юльця
- 1937 — Пані міністр танцює

### Сценарист
- 1935 — Рапсодія Балтики / Rapsodia Bałtyku

### Режисер
- 1938 — Забута мелодія